# Fubine
Fubine es una localidad y comune italiana de la provincia de Alessandria, región de Piamonte, con 1.681 habitantes.
Nació en Fubine  Luigi Longo , también conocido como Gallo, que fue un político italiano, secretario general del Partido Comunista Italiano de 1964 a 1972. Opositor a la dictadura fascista de Benito Mussolini, participó en la guerra civil española y también en la Segunda Guerra Mundial.

## Evolución demográfica
| Gráfica de evolución demográfica de Fubine entre 1861 y 2001 |
|                                                              |
| Fuente ISTAT - elaboración gráfica de Wikipedia              |